# Very-long-baseline interferometry

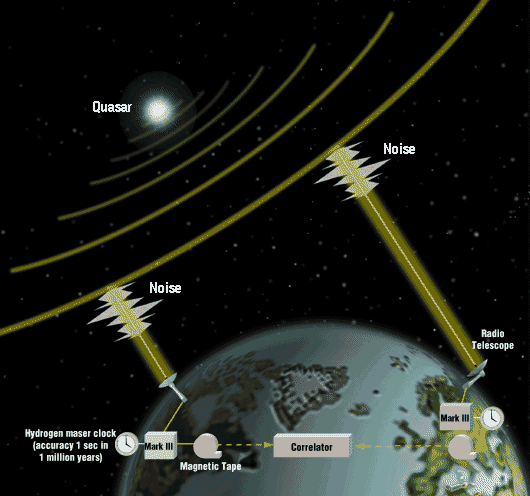
VLBI metingen door twee telescopen

Very-long-baseline interferometry (VLBI) betekent vrij vertaald interferometrie met zeer lange basis en is een type interferometrie dat gebruikt wordt in de astronomie.
Het is gebaseerd op gelijktijdig waarnemen van een object met meerdere radiotelescopen. De beelden van de telescopen worden dan samengesteld. Op deze manier wordt één telescoop gesimuleerd met een diameter gelijk aan de afstand van de twee uiterste telescopen: de zogenaamde basislijn. De gegevens van elke antenne worden voorzien van een tijdstempel van een lokale atoomklok en vervolgens opgeslagen op magneetband of harde schijf. Daarna worden deze gegevens gecorreleerd om één resulterend beeld te geven. In het Nederlands spreekt men daarom van synthese radiotelescoop.
De resolutie die met interferometrie kan verkregen worden is proportioneel met de frequentie waarop geobserveerd wordt en de lengte van de basislijn. Door deze VLBI-techniek kan deze basislijn veel groter zijn dan bij de klassieke interferometrie waarbij de antennes fysisch moeten verbonden zijn door middel van coaxkabels, golfpijpen, glasvezels of andere transmissielijnen. Op de hoogste frequentie is de bereikte resolutie enkele microboogseconden.
VLBI is het meest bekend van het in beeld brengen van ver verwijderde radiobronnen, het traceren van satellieten en van toepassingen in de astronomie.
Daar de VLBI-techniek het tijdsverschil meet in de aankomst van radiogolven in verschillende antennes, kan de techniek ook omgekeerd gebruikt worden, namelijk om de rotatie van de aarde en de bewegingen van de tektonische platen te meten en om andere geodetische metingen uit te voeren. Dit vereist een groot aantal metingen van tijdsverschillen van verre bronnen met een globaal netwerk van antennes over een langere tijdspanne. Deze bronnen zijn meestal
ver verwijderde quasars die als een vast coördinatenstelsel mogen beschouwd worden wegens hun zeer kleine eigenbeweging.

## Wetenschappelijke resultaten

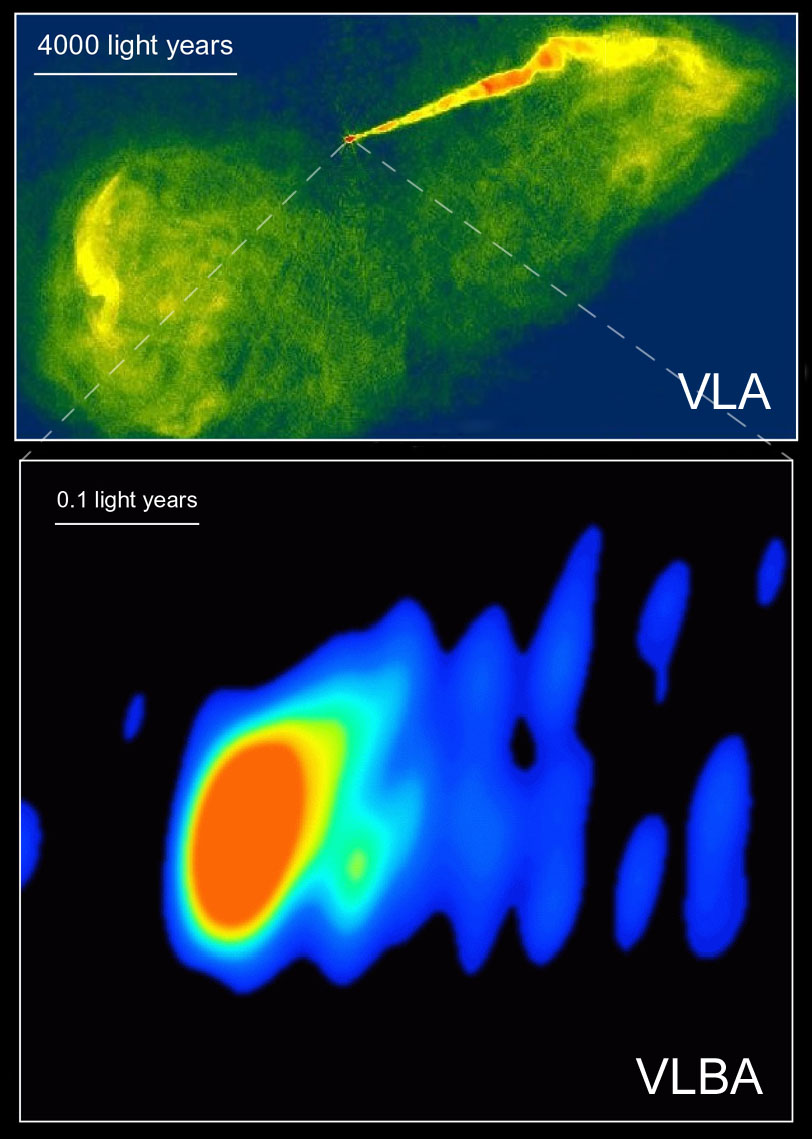
VLBI metingen van de kern van Messier 87

Enkele wetenschappelijke resultaten:
- Waarnemingen van radiostraling van verre bronnen (quasars en sterrenstelsels).
- Waarnemingen van nabije sterren op radiofrequenties. Gelijkaardige technieken zijn ook gebruikt om sterren waar te nemen in het infrarode en zichtbare gebied.
- Definitie en onderhoud van het Geodetisch Cartesiaans Coördinatenstelsel.
- Beweging van de tektonische platen.
- Regionale vervormingen van het aardoppervlak.
- Variaties in de oriëntatie van de aarde en de lengte van de dag.
- Meten van de gravitationele invloed van de zon en de maan (getijden).
- Meten van de Opbouw van de Aarde.
- Verbetering van atmosferische modellen.
- Volgen van de ruimtesonde Huygens terwijl die door de atmosfeer van Titan vloog om daar de heersende windsnelheden te meten.

## VLBI installaties
Er zijn diverse VLBI installaties in Europa, Canada, de VS, Rusland, Japan en Australië. De meest gevoelige installatie is het Europees VLBI Netwerk (EVN). Dit is een samenwerkingsverband tussen radiotelescopen waarvan de gegevens verwerkt worden door het Joint Institute for VLBI in Europe (JIVE). De Amerikaanse installatie (het Very Long Baseline Array) werkt continu. De combinatie van het EVN en de VLBA is bekend onder de naam Global VLBI en richt zich hoofdzakelijk op astronomische waarnemingen. Wanneer de Global VLBI gecombineerd wordt met één of meerdere VLBI antennes in de ruimte zoals HALCA of RadioAstron is de resolutie bij de hoogste frequenties 7 microboogseconden. Deze telescopen meten bij golflengtes tussen 3 mm en 90 cm. Bij nog kleinere golflengtes (1,3 mm) worden metingen gedaan door de Event Horizon Telescope.

## Werking

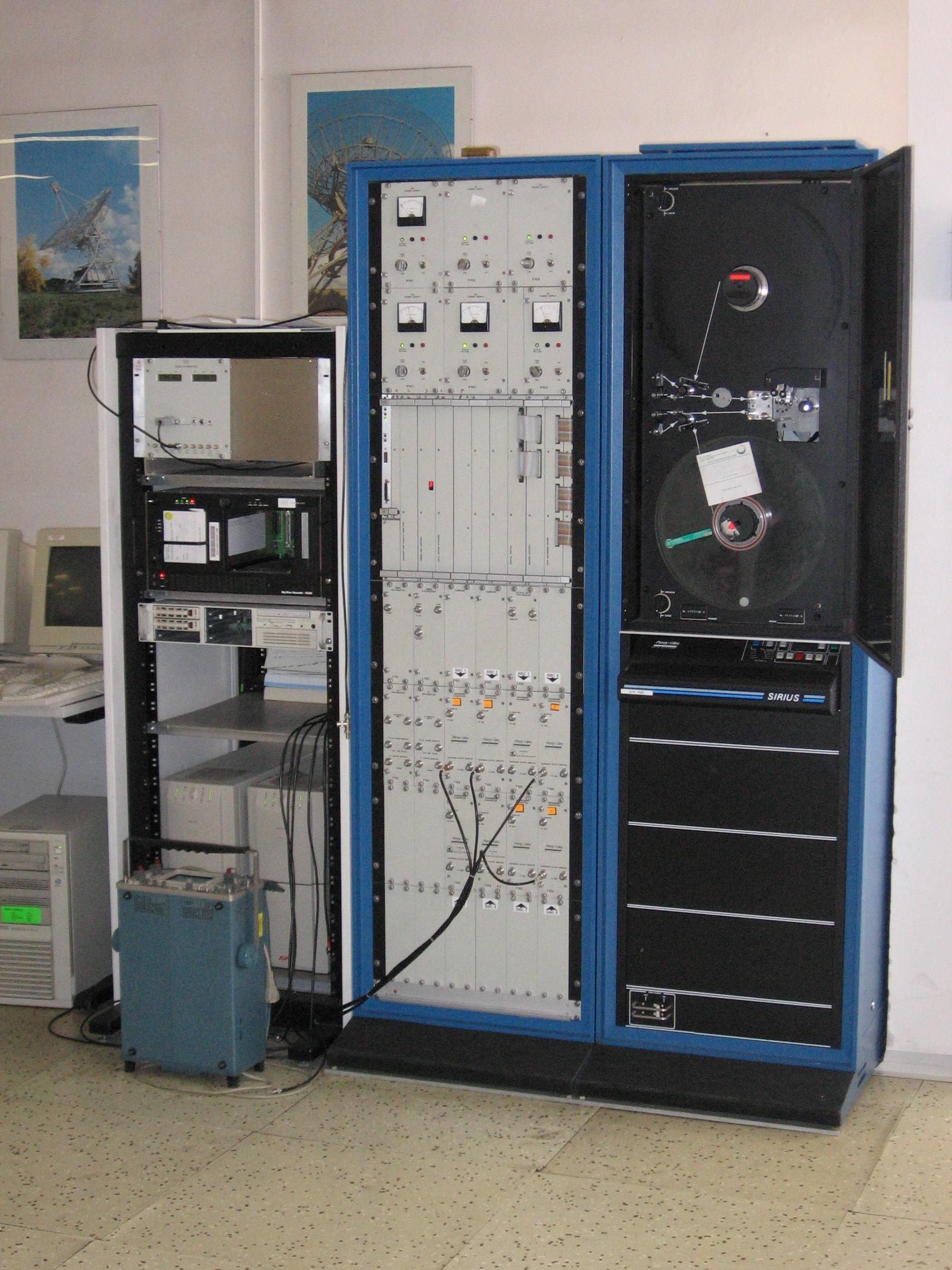
Opnameapparatuur voor VLBI metingen in Toruń

De gedigitaliseerde antennesignalen worden in elke telescoop opgeslagen. Vroeger werd dit gedaan op magneetbanden maar tegenwoordig gebeurt dit op grote RAID harde schijven. De opgeslagen gegevens worden gesynchroniseerd met een atoomklok (meestal een waterstof maser) die op haar beurt weer gesynchroniseerd wordt met een GPS tijdstandaard. De media worden dan op een centrale plaats verwerkt.
Recent wordt echter gewerkt met een 'elektronische VLBI' (e-VLBI). Hierbij worden de gegevens niet opgeslagen bij de telescopen maar via glasvezel doorgestuurd naar het verwerkingscentrum. Zo is er nu het 10 Gbit glasvezel netwerk van het Europese GEANT2 netwerk dat de verwerking aanzienlijk versnelt en vereenvoudigt. Er kan zelfs gewerkt worden via het gewone internet.
Met de signalen van de atoomklokken als basis wordt uit de gegevens van de deelnemende telescopen één beeld gesynthetiseerd. Elke telescoop zal een iets ander beeld geven omdat de signalen enige nanoseconden vroeger of later zijn aangekomen op de antenne (zie Roger Jennison).